# Incilius
Incilius é um gênero de sapos da família Bufonidae. O gênero contempla 39 espécies distribuídas pelo sul dos EUA até o Panamá e depois ao sul ao longo do Pacífico até o Equador.

## Espécies
- Incilius alvarius (Girard, 1859)
- Incilius aucoinae (O'Neill & Mendelson, 2004)
- Incilius aurarius Mendelson, Mulcahy, Snell, Acevedo & Campbell, 2012
- Incilius bocourti (Brocchi, 1877)
- Incilius campbelli (Mendelson, 1994)
- Incilius canaliferus (Cope, 1877)
- Incilius cavifrons (Firschein, 1950)
- Incilius chompipe (Vaughan & Mendelson, 2007)
- Incilius coccifer (Cope, 1866)
- Incilius coniferus (Cope, 1862)
- Incilius cristatus (Wiegmann, 1833)
- Incilius cycladen (Lynch & Smith, 1966)
- Incilius epioticus (Cope, 1875)
- Incilius fastidiosus (Cope, 1875)
- Incilius gemmifer (Taylor, 1940)
- Incilius guanacaste (Vaughan & Mendelson, 2007)
- Incilius holdridgei (Taylor, 1952)
- Incilius ibarrai (Stuart, 1954)
- Incilius karenlipsae Mendelson & Mulcahy, 2010
- Incilius leucomyos (McCranie & Wilson, 2000)
- Incilius luetkenii (Boulenger, 1891)
- Incilius macrocristatus (Firschein & Smith, 1957)
- Incilius majordomus Savage, Ugarte & Donnelly, 2013
- Incilius marmoreus (Wiegmann, 1833)
- Incilius mazatlanensis (Taylor, 1940)
- Incilius mccoyi Santos-Barrera & Flores-Villela, 2011
- Incilius melanochlorus (Cope, 1877)
- Incilius nebulifer (Girard, 1854)
- Incilius occidentalis (Camerano, 1879)
- †Incilius periglenes (Savage, 1967)
- Incilius peripatetes (Savage, 1972)
- Incilius perplexus (Taylor, 1943)
- Incilius pisinnus (Mendelson, Williams, Sheil & Mulcahy, 2005)
- Incilius porteri (Mendelson, Williams, Sheil & Mulcahy, 2005)
- Incilius signifer (Mendelson, Williams, Sheil & Mulcahy, 2005)
- Incilius spiculatus (Mendelson, 1997)
- Incilius tacanensis (Smith, 1952)
- Incilius tutelarius (Mendelson, 1997)
- Incilius valliceps (Wiegmann, 1833)